# HD 117440
HD 117440 (d Cen, d Centauri) è una stella binaria nella costellazione del Centauro di magnitudine apparente +3,90 e distante 1250 anni luce dal sistema solare.
Il sistema è formato da due stelle giganti di classe spettrale G8III e G9III rispettivamente, di magnitudine +4,5 e +4,7 e separate visualmente di 0,165 secondi d'arco tra loro, e che ruotano attorno al comune centro di massa in un periodo di 78.7 anni.